# Reimund Dietzen
Reimund Dietzen (* 29. Mai 1959 in Trier) ist ein ehemaliger deutscher Radrennfahrer.

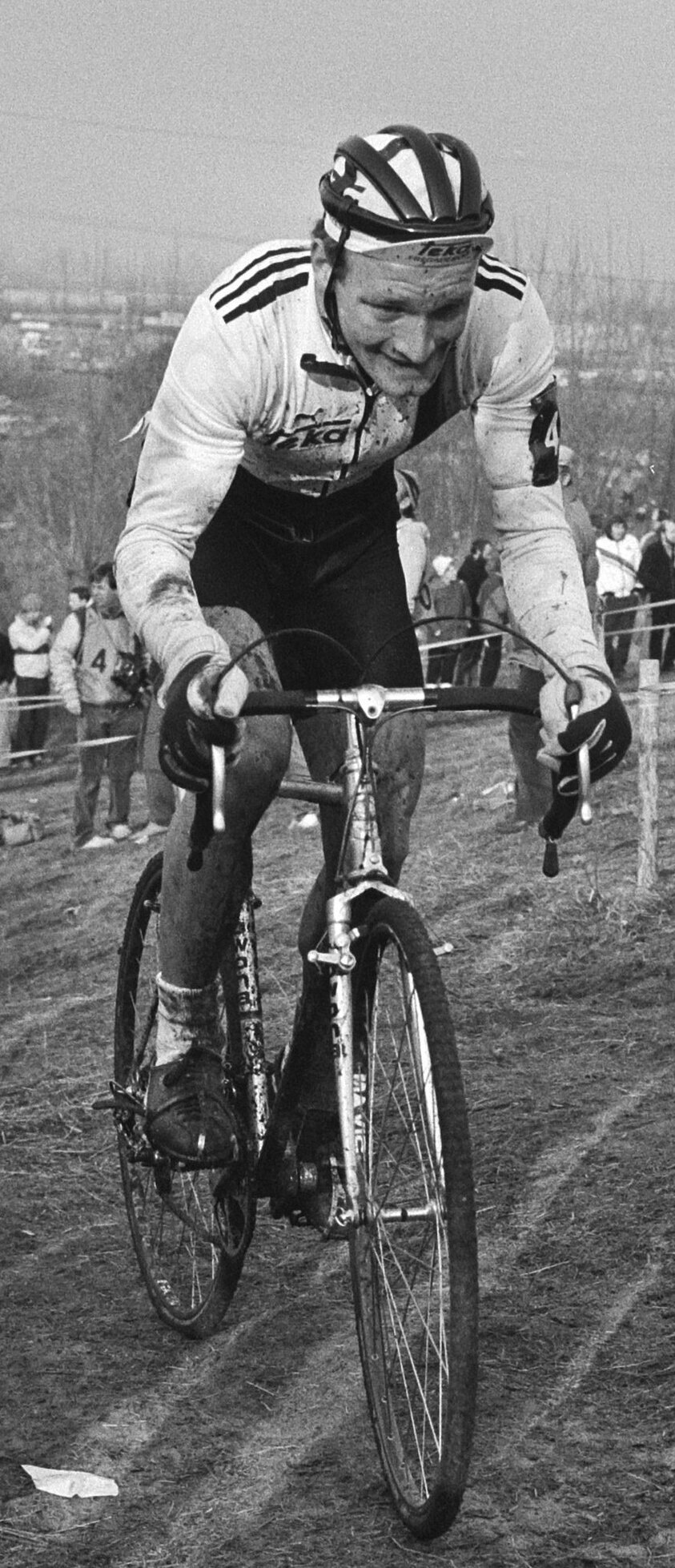
Reimund Dietzen beim Querfeldein-Rennen 1984

## Sportliche Laufbahn
Seine größten Erfolge feierte Reimund Dietzen bei der Spanienrundfahrt, bei der er achtmal startete und sechsmal beendete. Er war damit derjenige deutsche Fahrer, der am häufigsten bei der Spanien-Rundfahrt startete. Vier Tage lang trug er das Trikot des Gesamtführenden. 1987 und 1988 wurde er jeweils Gesamtzweiter dieser Rundfahrt. 1987 trug er insgesamt fünf Tage das goldene Trikot als Erster der Gesamtwertung. In diesen beiden Jahren und auch im Jahr 1984 konnte er Etappensiege für sich verbuchen. 1985 und 1986 siegte er in der Kantabrien-Rundfahrt, 1989 in der Katalanischen Woche.
Weitere Erfolge stellen seine zahlreichen Deutschen Meisterschaften dar. 1984 und 1986 gewann er die Deutsche Straßenmeisterschaft der Radprofis. Als Amateur war er schon Deutscher Meister im Bergfahren, im Cross und auf der Straße. Er startete für den Verein RV Germania 05 Zewen. 1989 musste er seine Karriere beenden, nachdem er in einem unbeleuchteten Tunnel ohne Helm schwer gestürzt war.

## Berufliches/Familiäres
Reimund Dietzen ist auch nach Beendigung seiner aktiven Laufbahn dem Radsport immer noch sehr verbunden. In den 1990er Jahren betrieb er in Konz ein Fahrradgeschäft, danach war er bis zu dessen Auflösung in der sportlichen Leitung des deutschen Radsportteams Gerolsteiner tätig. Er lebt in Mont-roig del Camp an der Costa Daurada, ist verheiratet und hat zwei Kinder.